# اداره ترافیک (فیلم)
ادارهٔ ترافیک (لهستانی: Drogówka) فیلمی لهستانی در سبک داستانی به کارگردانی وویچیخ اسماژوفسکی است که در سال ۲۰۱۳ منتشر شد.